# NGC 2306
NGC 2306 је расејано звездано јато у сазвежђу Једнорог које се налази на NGC листи објеката дубоког неба.
Деклинација објекта је - 7° 11' 55" а ректасцензија 6h 54m 29,5s. Привидна величина (магнитуда) објекта NGC 2306 износи 11,8. NGC 2306 је још познат и под ознакама * cloud?.